# Persoonia iogyna
Persoonia iogyna (лат.) — кустарник или небольшое дерево, вид рода Персоония (Persoonia) семейства Протейные (Proteaceae), эндемик штата Квинсленд в Австралии.

## Ботаническое описание
Persoonia iogyna — прямостоячий кустарник или небольшое дерево высотой 1,6-4 м с гладкой корой и опушёнными молодыми ветвями. Листья расположены попеременно вдоль стеблей, от узко-эллиптических до копьевидных, длиной 25-110 мм и шириной 6-19 мм с загнутыми вниз краями. Цветки расположены группами до одиннадцати, каждый цветок на цветоножке длиной 2-5 мм. Листочки околоцветника жёлтые, длиной 10-13 мм. Цветёт с декабря по февраль, плод — зелёная костянка около 9 мм в длину и 4,5 мм в ширину.

## Таксономия
Впервые вид был официально описан австралийскими ботаниками Питером Уэстоном и Лоренсом Джонсоном из Национального гербария Нового Южного Уэльса в 1994 году по образцам, собранным близ Маунт-Нибо в 1990 году. Описание опубликовано в журнале Telopea.

## Распространение и местообитание
P. iogyna — эндемик Квинсленда. Растёт в эвкалиптовом лесу на высоте от 400 до 600 м в хребтах Конондейл и Д’Агилар на юго-востоке Квинсленда.

## Охранный статус
Вид классифицируется как «вызывающий наименьшие опасения» Департаментом парков и дикой природы Западной Австралии.